# Heidesmalsnuit
De heidesmalsnuit (Kleidocerys ericae) is een wants uit de familie van de bodemwantsen (Lygaeidae). De soort werd het eerst wetenschappelijk beschreven door Géza Horváth in 1908.
De taxonomische status van de drie Kleidocerys-soorten (smalsnuiten) in Nederland staat volgens sommige auteurs ter discussie, maar ze worden over het algemeen vooralsnog als drie aparte soorten opgevoerd.

## Uiterlijk
De grotendeels bruinrode ovale bodemwants is altijd langvleugelig (macropteer) en kan 3,5 tot 5 mm lang worden. De bruinrode voorvleugels zijn grotendeels doorzichtig. Op de kop, het halsschild en het scutellum zitten talrijke zwarte tot bruine putjes. Het doorzichtige deel van de voorvleugel is licht gekleurd. De roodachtige poten zijn verhoudingsgewijs kort. De antennes zijn vierdelig met een zwart verdikt laatste antennesegment. De soorten uit het genus Kleidocerys striduleren, ze maken een zacht geluid door met een kammetje op de onderkant van een ader in de achtervleugel over een richel op het achterste deel van het borststuk te wrijven.
De drie nederlandse vertegenwoordigers van het genus zijn nogal variabel en lijken soms sterk op elkaar. De heidesmalsnuit lijkt op de berkensmalsnuit (Kleidocerys resedae), die is echter zeer algemeen in de buurt van berken en heeft meestal een iets minder grote lichte vlek op het scutellum en minder donkere vlekjes op het middendeel van de voorvleugels. De soort kan ook verward worden met de elzensmalsnuit (Kleidocerys privignus) die leeft echter in de buurt van elzen en is in het geheel iets donkerder met grotere donkere vlekken op het middendeel van de voorvleugels. Verder is er een subtiel verschil in grootte tussen de soorten.

## Leefwijze
De bodemwants komt de winter door als volwassen wants en de soort kent één enkele generatie per jaar. De volwassen wantsen kunnen van april tot september worden aangetroffen in heidegebieden in het strooisel onder de waardplant, heide.

## Leefgebied
Het verspreidingsgebied is Palearctisch, van Europa tot Noord-Afrika. In Nederland is de soort zeldzaam. Vroeger werd de wants alleen op de waddeneilanden gevonden inmiddels ook in heidegebieden in het binnenland.